# Guinea-Bissau ai Giochi della XXVIII Olimpiade
La Guinea-Bissau partecipò ai Giochi della XXVIII Olimpiade, svoltisi ad Atene, Grecia, dal 13 al 29 agosto 2004, con una delegazione di 3 atleti impegnati in due discipline.

## Risultati

### Atletica leggera
| Q | Qualificato al turno successivo per la posizione in qualificazione                                                           |
| q | Qualificato per il turno successivo per ripescaggio o, negli eventi su campo, conquistando la misura minima per qualificarsi |

Maschile
Eventi sul campo
| Atleta            | Evento      | Qualificazione | Qualificazione | Semifinale      | Semifinale      | Finale          | Finale          |
| Atleta            | Evento      | Risultato      | Classifica     | Risultato       | Classifica      | Risultato       | Classifica      |
| ----------------- | ----------- | -------------- | -------------- | --------------- | --------------- | --------------- | --------------- |
| Danilson Ricciuli | 400 m piani | 49"27          | 8º             | non qualificato | non qualificato | non qualificato | non qualificato |

Femminile
Eventi su pista e strada
| Anhel Cape | 800 m piani | dnf | - | non qualificata | non qualificata | non qualificata | non qualificata | non qualificata | non qualificata |

### Lotta
Libera
Femminile
| Atleta          | Evento | Fase a gironi            | Fase a gironi             | Fase a gironi | Quarti di finale     | Semifinale           | Finale / FB          | Finale / FB |
| Atleta          | Evento | Avversaria Risultato     | Avversaria Risultato      | Pos.          | Avversaria Risultato | Avversaria Risultato | Avversaria Risultato | Pos.        |
| --------------- | ------ | ------------------------ | ------------------------- | ------------- | -------------------- | -------------------- | -------------------- | ----------- |
| Leopoldina Ross | −48 kg | Berthenet (FRA) P 0–5 TO | Tsogtbazar (MGL) P 0–4 ST | 3ª            | non qualificata      | non qualificata      | non qualificata      | 13ª         |